# Niederwerth
Niederwerth település Németországban, Rajna-vidék-Pfalz tartományban. Lakosainak száma 1305 fő (2023. december 31.).

## Népesség
A település népességének változása:
| Lakosok száma | 1290 | 1295 | 1275 | 1276 | 1275 | 1305 |
|               | 1975 | 2017 | 2019 | 2021 | 2022 | 2023 |